# Hans-Michael Rehberg
Hans-Michael Rehberg, né le 2 avril 1938 à Fürstenwalde et mort le 7 novembre 2017 à Berlin, est un acteur allemand.

## Biographie
Hans-Michael Rehberg est l'un des six enfants de l'écrivain Hans Rehberg et de son épouse Maria Ohly. Il grandit dans le Brandebourg, en Silésie, au lac de Starnberg et à Duisbourg. Après avoir abandonné l'école, il commence sa formation d'acteur à la Folkwang Universität d'Essen.
Il commence avec de nombreux engagements dans de nombreux théâtres allemands, mais aussi au Burgtheater de Vienne et au Festival de Salzbourg. À 25 ans, il est membre de l'ensemble du Bayerisches Staatsschauspiel et à 30 ans, il est nommé Bayerischer Staatsschauspieler. Trois ans plus tard, il fait sa première en tant que metteur en scène au Residenztheater de Munich et deux ans plus tard, il est metteur en scène et acteur au Deutsches Schauspielhaus de Hambourg.

## Filmographie
Cinéma
- 1974 : Supermarkt (de)
- 1977 : La Conséquence de Wolfgang Petersen : Rusterholz, chef d'établissement
- 1979 : Der Tag an dem Elvis nach Bremerhaven kam
- 1980 : À perte de vue (de)
- 1983 : Eisenhans (de)
- 1984 : Der Havarist
- 1984 : Kaltes Fieber
- 1985 : Georgenberg
- 1985 : L'Attaque du présent sur le temps qui reste
- 1986 : Stammheim
- 1986 : Rosa Luxemburg
- 1987 : Schmutz
- 1989 : Le Grand fric
- 1989 : Der Geschichtenerzähler
- 1989 : Georg Elser – Einer aus Deutschland
- 1990 : Le Ciel sous les pierres (de) (Gavre Princip – Himmel unter Steinen)
- 1991 : Le Coup de foudre
- 1991 : Das tätowierte Herz
- 1993 : Der Fall Lucona de Jack Gold : Le ministre Robert Falk
- 1993 : Im Himmel hört dich niemand weinen
- 1993 : Domenica
- 1993 : La Liste de Schindler de Steven Spielberg : Rudolf Höss
- 1993 : Engel ohne Flügel (de)
- 1995 : L'Homme de la mort : commaissaire Rätz
- 1996 : Peanuts – Die Bank zahlt alles (de)
- 1998 : Der Campus
- 2000 : Die Einsamkeit der Krokodile
- 2001 : Mein langsames Leben
- 2003 : hamlet X
- 2003 : Une offrande musicale
- 2003 : MA 2412 – Die Staatsdiener de Harald Sicheritz : L'Impérator
- 2004 : Space Movie de Michael Herbig : Rogul
- 2009 : Lulu & Jimi (de)
- 2009 : Phantomanie
- 2009 : Mord ist mein Geschäft, Liebling (de)
- 2010 : Transfer : Hermann Goldbeck
- 2010 : Goethe!
- 2011 : Mein bester Feind (de)
- 2012 : Le Mur invisible de Julian Pölsler : Keuschler
- 2014 : The Dark Valley de Andreas Prochaska : Brenner
- 2016 : In the Fade
- 2016 : Volupté singulière (de)

Téléfilms
- 1963 : Ein Musterknabe
- 1965 : Des Meeres und der Liebe Wellen
- 1970 : 11 Uhr 20 (de)
- 1970 : Tanker (de)
- 1972 : Marie
- 1981 : La Chartreuse de Parme (La Certosa di Parma), téléfilm de Mauro Bolognini
- 1984 : Donauwalzer (de)
- 1988 : Un train pour Petrograd
- 1990 : La Main
- 1990 : Maléfices (de)
- 1992 : Der Tod zu Basel de Urs Odermatt : Zäslin
- 1996 : Après nous le déluge
- 1998 : Opernball (de)
- 1998 : Das Miststück (de)
- 1998 : Francfort - Fin de siècle
- 1998 : Geliebte Gegner (de)
- 2000 : Les Heures historiques (de)
- 2000 : Polt muss weinen (de)
- 2001 : Thomas Mann et les siens de Heinrich Breloer : Giuseppe Antonio Borgese
- 2001 : Blumen für Polt (de)
- 2003 : Eine Liebe in Afrika (de)
- 2003 : Himmel, Polt und Hölle (de)
- 2003 : Polterabend (de)
- 2007 : Gipfelsturm (de)
- 2007 : Das zweite Leben (de)
- 2009 : Der Mann aus der Pfalz (de)
- 2010 : Die Spätzünder (de)
- 2010 : Allemagne 1918
- 2010 : Kennedys Hirn (de)
- 2013 : L'Ancre des souvenirs
- 2018 : Le commissaire Polt reprend du service de Julian Pölsler : Friedrich Kurzbacher

Séries télévisées
- 1971 : Der Kommissar – Die Anhalterin
- 1976: Derrick: Ein unbegreiflicher Typ (Un sale caractère)
- 1980 : Berlin Alexanderplatz
- 1982 : La Chartreuse de Parme
- 1991: Derrick: Das Lächeln des Dr. Bloch (Le sourire du Docteur Bloch)
- 2003-2013 : Pfarrer Braun (de)
- 2018 : Matula - Der Schatten des Berg : Franz Bornholt